# Cantó de Lió-IV
El cantó de Lió-IV és un antic cantó francès del departament del Roine, situat al districte de Lió. Compta part del municipi de Lió.

## Municipis
- Comprèn el 9è districte de Lió, concretament els barris de Vaise (sectors Industrie, Saint-Pierre-de-Vaise, Pont Mouton), Duchère (sectors Balmont, Château, Plateau, Sauvegarde), Saint-Rambert-l'Île-Barbe (sectors Sauvagère, Vergoin, Haut de Vacques/Dargoire), Rochecardon, Gorge de Loup (sectors Gravière i Vallonnière), l'Observance, i la part nord de Champvert (barri de Les Deux Amants).

| Data d'elecció                           | Identitat        | Partit | Qualitat |
| ---------------------------------------- | ---------------- | ------ | -------- |
| 1945-1951                                | Calixta Allégret | PCF    |          |
| 1951-1970                                | Charles Vianet   | RPF    |          |
| 1970-1976                                | Roger Fenech     | CD     |          |
| 1976-2001                                | Lucien Durand    | PS     |          |
| 2001-2014                                | Marc Feuillet    | PS     |          |
| les dades anteriors no són pas conegudes |                  |        |          |